# Срібний ведмідь за видатний внесок у мистецтво
«Срібний ведмідь» за видатні досягнення в області кіномистецтва — приз, що вручається на Берлінському кінофестивалі з 1978 року.

## Володарі нагород
| Рік  | Персона | Професія                                  | Фільм                      |
| ---- | --- | ----------------------------------------- | -------------------------- |
| 1978 | Октавіо Кортазар Єжи Кавалерович                                                                                        |                                           |                            |
| 1979 | Стен Голмберг Геннінг фон Гірке                                                                                         |                                           |                            |
| 1981 | Маркус Імхоф |                                           |                            |
| 1982 | Золтан Фабрі | режисер                                   | «Реквієм»                  |
| 1983 | Ксавер Шварценбергер | режисер                                   | «Тихий океан»              |
| 1994 | Семен Аранович | режисер                                   | «Рік собаки»               |
| 2002 | Людівін Саньє, Вірджинія Ледоєн, Катрін Денев, Даніель Дар'є, Ізабель Юппер, Фірміні Рішар, Еммануель Беар, Фанні Ардан | актори                                    | «8 жінок»                  |
| 2004 | Бйорн Рунге |                                           | «Світанок»                 |
| 2005 | Мін-Лянь Цай | режисер                                   | «Норовлива хмара»          |
| 2006 | Юрген Фогель | Актор, співавтор сценарію та співпродюсер | «Вільна воля»              |
| 2010 | Павло Вікторович Костомаров                                                                                             | кінооператор                              | «Як я провів цього літа»   |
| 2011 | Войцех Старон, Барбара Енрікес                                                                                          | кінооператор, художник-постановник        | «Премія»                   |
| 2012 | Лютц Райтемейер | кінооператор                              | «Біла оленяча рівнина»     |
| 2013 | Азіз Жамбакієв | кінооператор                              | «Уроки гармонії»           |
| 2014 | Лоу є | кінооператор                              | «Масаж наосліп»            |
| 2015 | Євген Прівін Сергій Михальчук                                                                                           | кінооператори                             | «Під електричними хмарами» |
| 2016 | Марк Лі Пінбінь | кінооператор                              | «Зустрічна течія»          |
| 2017 | Дана Бунеску | монтажер                                  | «Ана, моя любов»           |
| 2018 | Олена Окопна | художник-постановник                      | «Довлатов»                 |
| 2019 | Расмус Відебек | кінооператор                              | «Викрадаючи коней»         |